# 10147 Мізуґацука
10147 Мізуґацука (10147 Mizugatsuka) — астероїд головного поясу, відкритий 13 лютого 1994 року.
Тіссеранів параметр щодо Юпітера — 3,185.